# Сабольч (князь)
Сабольч — угорський князь, який жив у Х столітті, за традицією, що збереглася в угорській гештальт-літературі з XII століття, він був «другим ватажком» завойовників і родоначальником роду Чаків.

## Згадка
Ім'я Сабольч, ймовірно, вперше згадується в XI ст. століття у збереженому давньому гештальт-тексті, який зберігся в літописі XIV ст. Відповідно до нього, «Сабольч (Зоболех) був другим ватажком, від якого походить рід Чаків. Кажуть, що він оселився в полі або місці, де зараз лежить зруйнований замок Чака. Цей замок заснував вождь Сабольч, пізніше Чак наказав, щоб після його смерті родичі та родина назвали його іменем; раніше він називався Замок Сабольч (Зоболеє)» (переклад Іболя Беллуса).
Згідно з Анонімом, який писав на початку XIII століття, Сабольч був сином Олода, одного з семи вождів, які очолили угорців-завойовників, «від яких походить нація Чаків». За його оповіданням, «Сабольч, людина великої доблесті, оглянув місце вздовж Тиси, і коли він ближче познайомився з його перевагами, він вважав, що воно буде особливо придатним для будівництва замку. Ухваливши рішення разом зі своїми товаришами, він разом із зібраними невільниками викопав великий рів і наказав побудувати дуже міцний земляний замок, який тепер називається Сабольч» (переклад Ласло Веспремі). За з Анонімом, з боку Таса Сабольч захопив Сатмар і розташований у невідомому місці замок Шарвар, потім вони просунулися до воріт Месесі, а на зворотному шляху перетнув дорогу Дорогма. У своїй розповіді князь Золта пізніше назвав Сабольча одним із ватажків армії, посланої проти німецького короля Оттона I.

## Його роль
На основі неодноразово суперечливої інформації, що збереглася в Діях, дослідники ведуть гострі дискусії щодо ролі Сабольча. Проблема ускладнюється тим, що його ім'я не збереглося в жодному іноземному джерелі, його згадують лише середньовічні угорські автори.
Було звичайною практикою авторів Дій виводити історичні події з топонімів. Так, будівництво замку Чака було пов'язане з Сабольчем через нібито існуючу традицію походження династії Чаків, тоді як Сабольч-засновник замку ототожнювався із Сабольчем Аноніма. Достовірність даних значно підривається археологічними дослідженнями, які свідчать про те, що будівництво ранніх земляних замків можна датувати останньою третиною Х століття, тобто періодом значно пізнішим від завоювання.
Сумнівно також, що батьком Сабольча був Елод, його ім'я значна частина дослідників вважає псевдонімом, який прикриває значення «родоначальник, предок». Інші припущення пов'язують ім'я Előd зі словом «передова гвардія» і вважають його вождем племені, яке відіграє таку роль у військовому порядку. Не можна чітко довести, що Сабольч жив під час завоювання, список лідерів, складений у найдавніших Діях, також містить імена кількох осіб (Булчу, Лел), які жили у другій третині Х століття.

## Його нащадки

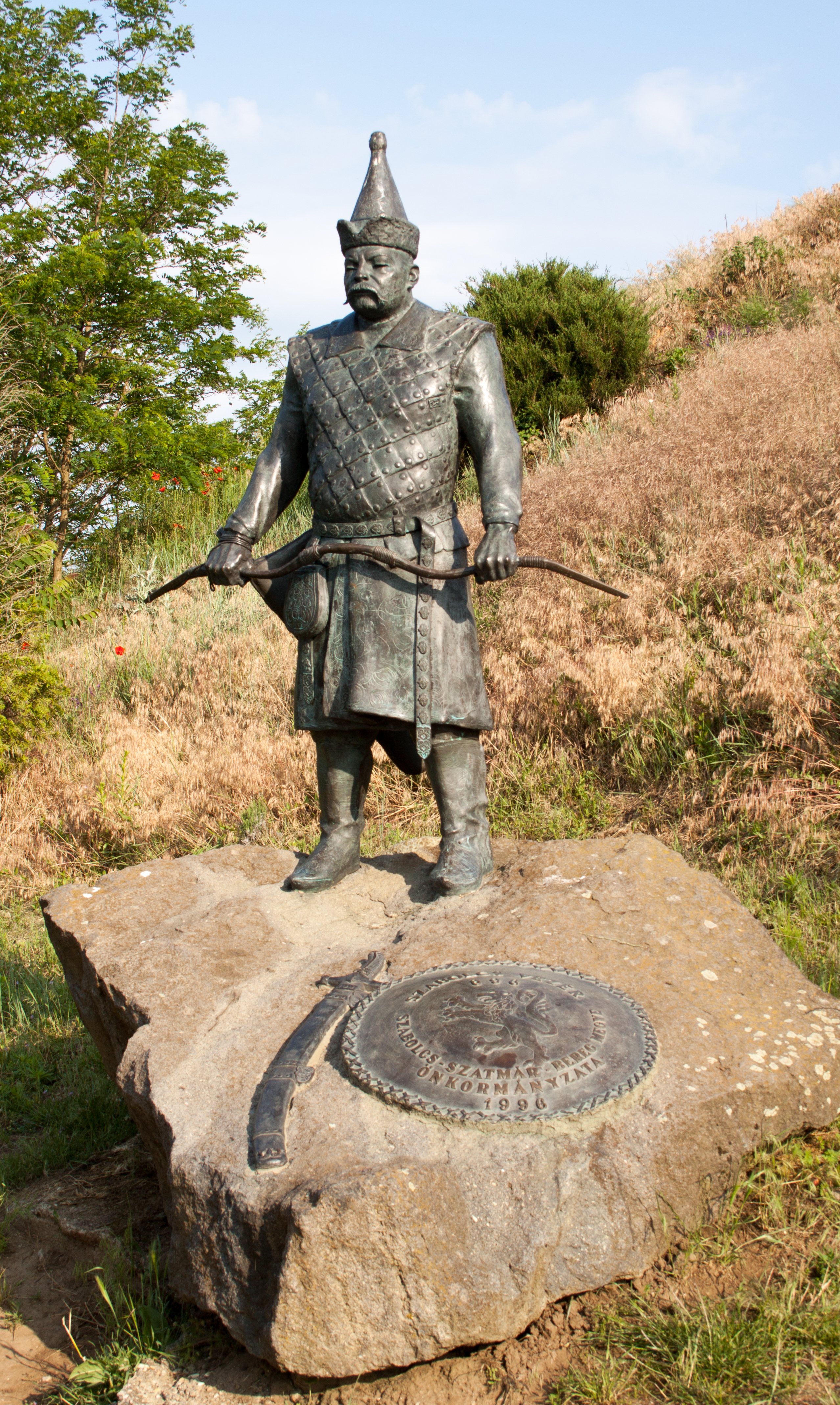
Статуя вождя Сабольча роботи Шандора Дьорфі біля замку Сабольча

І Анонім, і автор Угорських дій зберегли традицію, що Сабольч був родоначальником роду Чаків. Відповідно до загальних звичаїв, рід був названий на честь предка, який поміщається в епоху святого Іштвана, в цьому випадку Чака, який, зга Анонімом, був онуком Сабольча.

## Історичні думки
Дьордь Дьорфі вважав, що після смерті Арпада на посаді великого князя його змінив Сабольч, якого він вважав племінником останнього. Його думка не підтверджується джерелами, за Костянтином VII Багрянородним, нинішні князі походили з нащадків Арпада. Використовуючи невизначені генеалогічні дані, знайдені в Діях, і проєктуючи умови після 1000 року, в часи Арпада століттями раніше, неможливо зробити певні висновки про особу Сабольча.
Радикальну позицію зайняв Дьюла Крісто, за яким Сабольч був вигаданий гестистами з місцевих імен, а насправді угорського лідера з таким іменем не було. Однак слід зазначити, що жодна з двох оповідей не згадує вождя Сабольча у зв'язку з топонімом «Сабольч», а згадує «Чак вара» (Csákvár), у різних творах, у XI столітті. Вони також пишуть про традицію походження роду Чаків, засновану на пізніших гештальтах.

## Його пам'ять
- Статуя Ньїредьгаза на фасаді ратуші Сабольч-Сатмар-Берег.
- Пам'ятник був встановлений поруч із замком Сабольч у 1996 році з нагоди тисячоліття.
- Статуя в Пуштабольчі. Робота скульптора Цілли Халассі, бронза, 2016 р.

## Більше інформації
- Дьюла Крісто: Хто і скільки були угорськими лідерами-завойовниками?